# Demokratiske republik Georgien
Den demokratiske republik Georgien (georgisk: საქართველოს დემოკრატიული რესპუბლიკა, Sakartvelos Demokratiuli Respublika) var en kortvarig statsdannelse, der blev oprettet den 26. maj 1918 og ophørte i februar 1921 og var den første dannelse af en georgisk republik.
Republikken erklærede sig uafhængig af den Transkaukasiske føderation, som en måned tidligere havde erklæret sig uafhængig af Det russiske kejserrige i kølvandet af den russiske revolution og grænsede op til Rusland, Kubanfolkets republik og Bjergrepublikken i det nordlige Kaukasus i nord, det Osmanniske Rige og den demokratiske republik Armenien i syd og den aserbajdsjanske demokratiske republik i sydøst.
Landets totale areal var 107.600 km² – mens Georgias areal siden 1991 har været 69,700 km², og havde en befolkning på 2,5 millioner indbyggere. Hovedstaden var Tbilisi, og det officielle sprog var georgisk.
Landet blev uafhængig efter opløsningen af den Transkaukasiske føderation, og blev regereret af det socialdemokratiske mensjevik-partiet. Den unge stat var ude af stand til at stå imod invasionen af den Røde Hær under den sovjetisk-georgiske krig og blev tvangsindlemmet i Sovjetunionen som den Georgiske socialistiske sovjetrepublik den 25. februar 1921.
| Historie | Spire Denne historieartikel er en spire som bør udbygges. Du er velkommen til at hjælpe Wikipedia ved at udvide den. |

42°N 45°Ø / 42°N 45°Ø